# Euphorbia biselegans
Espèce
Statut de conservation UICN

 VU (needs updating) D2 : Vulnérable
Euphorbia biselegans est une espèce de plantes à fleurs du genre Euphorbia et de la famille des Euphorbiacées endémique de Tanzanie.